# 霍汾県
霍汾県（かくふん-けん）は中華人民共和国山西省にかつて存在した県。
1958年に霍県と汾西県が合併し誕生した。同年に洪洞県に編入されたが、1960年に再設置されている。1961年に廃止され、霍県及び汾西県に分割された。